# ساتالا

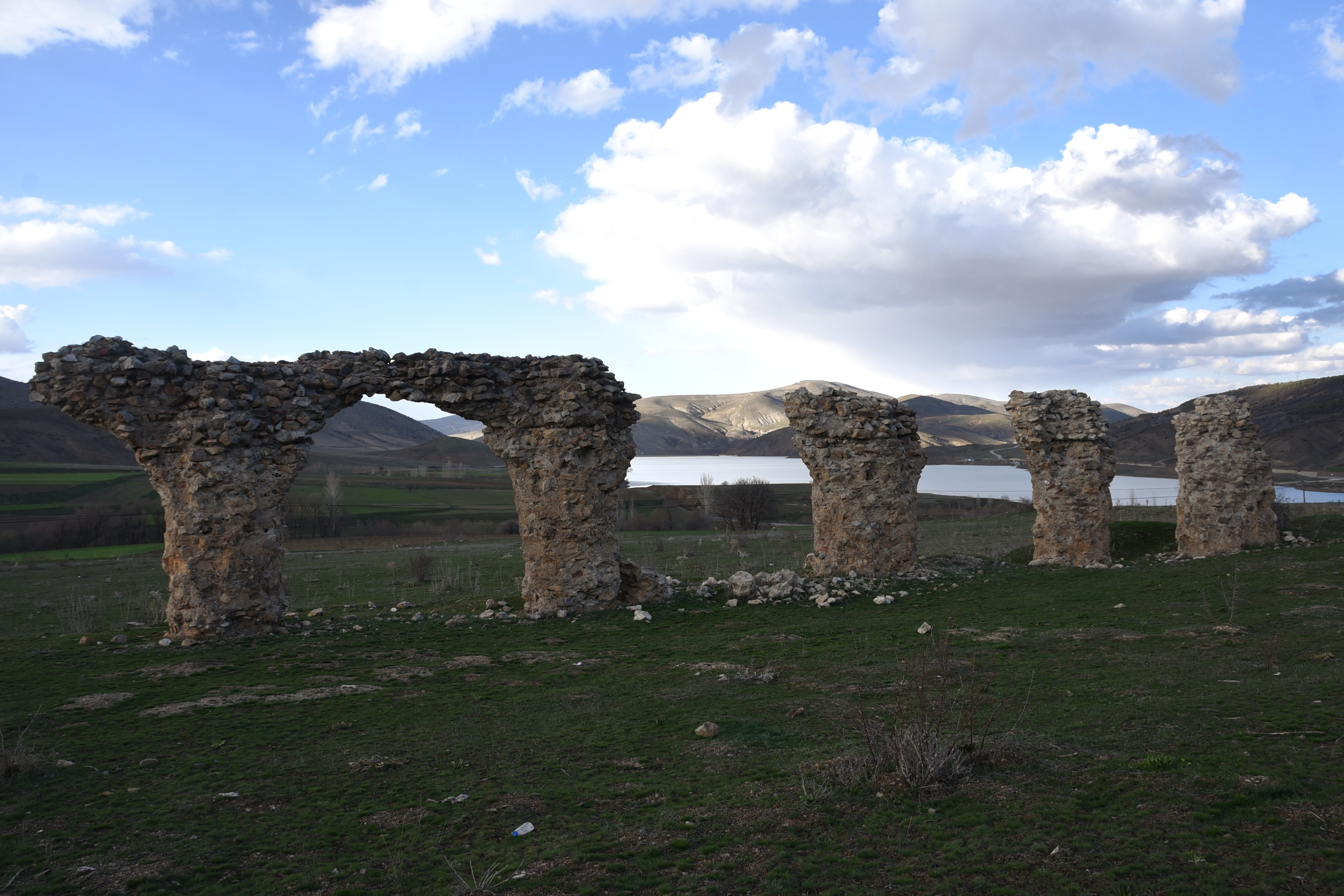
نمایی از سکونت‌گاه ساتالا در شمال رود فرات - ۲۰۲۲

ساتالا (در ارمنی کلاسیک: Սատաղ) سکونت‌گاهی بوده در شمال رود فرات و در نزدیکی روستای ساداک در استان گوموش‌خانه مرزهای کشور کنونی ترکیه. در کعبه زرتشت از ساتالا در شمار شهرهایی که شاپور یکم در ارمنستان از روم ستاند نام برده شده‌است. 